# Alcippe pyrrhoptera
La fulveta de Java (Alcippe pyrrhoptera) es una especie de ave paseriforme de la familia Pellorneidae endémica de los montanos del centro y oeste de la isla de Java.